# Еремеева, Надежда Валерьевна
Надежда Валерьевна Еремеева (род. 23 апреля 1983) — российская самбистка, серебряный (2013) и бронзовый (2008-2010, 2014, 2015, 2018) призёр чемпионатов России, бронзовый призёр розыгрыша Кубка мира 2015 года в Москве, серебряный призёр чемпионата России по пляжному самбо 2021 года, мастер спорта России. Выступала в тяжёлой весовой категории (свыше 80 кг).

## Спортивные достижения
- Чемпионат России по самбо среди женщин 2008 года — ;
- Чемпионат России по самбо среди женщин 2009 года — ;
- Чемпионат России по самбо среди женщин 2010 года — ;
- Чемпионат России по самбо среди женщин 2013 года — ;
- Чемпионат России по самбо среди женщин 2014 года — ;
- Чемпионат России по самбо 2015 года — .
- Международный турнир на призы Асламбека Аслаханова 2016 года — [1];
- Чемпионат России по самбо 2018 года — ;
- Чемпионат России по пляжному самбо 2021 — ;
- Самбо на Всероссийской спартакиаде 2022 — ;